# Ross Wales
Pour les articles homonymes, voir Wales.
Ross Elliott Wales, né le 17 octobre 1947 à Youngstown (Ohio), est un nageur américain des années 1960 et un dirigeant du monde de la natation.

## Carrière
Ross Elliott Wales est médaillé d'argent du 100 mètres papillon aux Jeux panaméricains de 1967. Un an plus tard, il remporte la médaille de bronze en 100 mètres papillon aux Jeux olympiques d'été de 1968 se tenant à Mexico.
Wales devient plus tard dirigeant des différentes institutions américaines de natation, secrétaire honoraire et vice-président de la Fédération internationale de natation.
Il intègre l'International Swimming Hall of Fame en 2004.